# 陕西等处行中书省
陕西等处行中书省（陕西行中书省），为直属元朝中央政府的一级行政区，简称“陕西”或“陕西省”，在当时民间多简称为陕西省、陕西行省。陕西行中书省为元朝中国本部的10个行中书省（不含征东行省等）之一，辖境包括今陕西全部、甘肃南部、四川北部等，南与四川等处行中书省接壤。

## 历史
1206年成吉思汗建立了大蒙古国，1234年在蒙古的征讨下，金国灭亡。
陕西等处行省正是在金国西部故土上设立的,其范围在今陕西，甘肃小部、四川东北部等。
《元史》记载中統元年（1260年），立秦蜀行省（也称陕蜀行省等）於京兆。中統三年，改立陝西四川行中书省，治京兆。至元三年，移治利州。十七年，复还京兆。十八年，分省四川，寻改立四川宣慰司。二十一年，仍合为陝西四川行省。二十三年，四川立行枢密院。陕西，四川彻底分设行省。陕西省所辖之地，惟陝西四路、五府，首府京兆。
陕西等处行省辖境包括今陕西全部、甘肃南部、四川北部等，而今天陕西南部一些地区属于四川行省管辖。